# ソドムの市
『ソドムの市』（ソドムのいち、 イタリア語: Salò o le 120 giornate di Sodoma, 「サロ、或いはソドムの120日」の意）は、1975年製作・映画祭上映、1976年公開、ピエル・パオロ・パゾリーニ監督のイタリア・フランス合作映画である。

## 概要
マルキ・ド・サドの『ソドム百二十日あるいは淫蕩学校』を原作としている。
パゾリーニは、原作では18世紀のスイス山奥の城館であった舞台を20世紀のイタリアに置き換え、この物語を現代における権力と個人の関係、消費社会のメタファーに作りかえた。その構成はダンテの 『神曲』 の構成を借りており、「地獄の門」「変態地獄」「糞尿地獄」「血の地獄」の4つの章から成る。本作の完成後、パゾリーニはローマのオスティア海岸で謎の死を遂げたため、本作が遺作となった。
強姦やスカトロ、獣姦、性器露出などの過激な性描写が非常に多く、欧米ではそれが問題となり、上映禁止となった国も出た。ただし、これらは単なるパゾリーニの嗜好としてだけではなく、様々な現代社会への批判が込められているとされる。

## ストーリー
イタリアが連合国に降伏した後、残余のファシストたちは、北部の町サロに集まり、亡命政権（イタリア社会共和国）を形成していた。このナチス傀儡政権の権力者たち、大統領・大司教・最高判事・公爵の4人は、自分たちの快楽のために、市町村条例を新しく制定する。その規定に従って美少年・美少女が狩り集められ、さらにその中から彼らの厳選した男女各9人が、秘密の館に連れ去られる。
権力者たちは、そこで自分たちの定めた規則に従って、あらゆる淫蕩・変態行為に耽る。毎日、集会所で4人の語り部たちのうち1人に猥褻な体験を話させることによって欲望をかきたて、少年少女たちを相手にその話を実行に移すのである。その変態行為は次第にエスカレートしていき、最後には死に至る拷問が待っている。しかし、犠牲者たち同様に狩り集められてきた館の少年警備兵たちは、苦悶する犠牲者たちを尻目に、ラジオの音楽に合わせてダンスのステップなどを踏んでいる。

## 製作の経緯
原案の執筆に協力した映画監督のプピ・アヴァティの述懐によると、企画当初はパゾリーニは一切関与していなかった。当初は『デアボリカ』（1973年）や『メリーゴーランド』（1974年）などの脚本家として知られるアントニオ・トロイジオらの発案によって、『性の告白』（1974年）や『課外授業』（1975年）などのエロティック作品で知られるヴィットリオ・デ・システィ監督によるB級ポルノ映画として企画された。しかし、原案執筆を依頼されたプピ・アヴァティらがマルキ・ド・サドの原作をもとに準備稿を作成すると、あまりに過激な描写が検閲を通らないと判断されたため、デ・システィが演出を拒否する事態となった。
デ・システィ監督の降板後に、プピ・アヴァティがパゾリーニ脚本によるセルジオ・チッティ監督の『エロスの詩』（1973年）を見て、パゾリーニを『ソドムの市』の企画に参入させることを提案する。アヴァティとパゾリーニは、この時点で初めて出会うこととなった。パゾリーニの提案によって、時代背景をファシズム政権時代のイタリアに移した脚色が行われ、さらにアルベルト・グリマルディの製作およびパゾリーニ自身の演出によって、映画化されることが決定した。

## 政治的意図
当時のイタリアもまた欧米における学生運動が展開されていた時期であった。こうした状況下でパゾリーニは自らの意見を映画の様々な描写の中に込めている。スカトロ描写に関しては現代の消費文明、特に食物の浪費（飽食）を強く批判する意図があったと語り、また経済面でイタリアの主導権を握る北イタリアの文化が貧しい南イタリアへ浸食していることに対する批判でもあったという。また、舞台をナチ・ファシスト政権下のイタリアに設定したのは、左翼運動に反感を抱いていた右翼への攻撃が意図されていた。

## フィルムの盗難
1975年8月26日、フェデリコ・フェリーニ監督の『カサノバ』などと共に本作のネガフィルムの一部がローマの現像所から盗まれた。パゾリーニはラッシュプリントからネガを複製して対処したが、画質の劣化は避けられず、本作の当該箇所は映像が粗いままとなっている。

## パゾリーニ殺害事件
1975年11月2日、本作を撮影し終えた直後のパゾリーニが、ローマ郊外のオスティア海岸で轢死体となって発見された。警察は、パゾリーニから性的暴行を受けた少年による犯行と断定し、逮捕した。しかしパゾリーニの遺体は、全身が殴打された上に、パゾリーニ自身の車で何度も轢かれており、ネオ・ファシストによる暗殺ともうわさされた。
ローマ地方裁判所は、少年ピーノ・ペロージの単独犯行は不可能であるとして、未知の共犯者とともに行われた故殺とした。しかしローマ高等裁判所は、共犯者ありに関する条項を破棄した。そして、1979年に最高裁は、少年に殺意はなく正当防衛として9年7ヵ月の刑が確定した。
2005年5月7日、実行犯とされた少年ペロージがイタリア・Rai 3のドキュメンタリー番組“Ombre sul giallo”に出演し「自分は、犯人グループから家族に危害を加えると言われ、やむなく罪を被った。実際は、他の数人の男によるリンチ（パゾリーニを「薄汚いコミュニスト」などと罵倒していたという）により、パゾリーニは殺された」と告白した。また、本作の脚本家でありパゾリーニの助監督を長く務めたセルジオ・チッティは、「フィルムの盗難も、殺害犯グループが仕組んだものである。パゾリーニは、フィルムの返還交渉のために犯行現場におびき出された」と証言している。

## 日本公開
1976年の日本公開前にはノーカットで試写会が行われ良くも悪くも話題を呼んだ。雑誌広告の見出しでは「警視庁がカンカン！」、「ヨーロッパ各国軒並み上映禁止」といったフレーズが並んでいる。上映館も限られたため1976年洋画配給収入トップ10には姿を見せていない。

## キャスト

### 4人の権力者たち
公爵 - パオロ・ボナチェッリ
背が高く、がっしりとした体格で、髭を生やしている。排外主義的でサディスティックかつ狂信的なファシスト。大司教の兄でもある。
お気に入りの少女はレナータとファティマであり、犠牲者の少年であるリノに対しては愛情を示していた。
大司教 - ジョルジョ・カタルディ（声：ジョルジョ・カプローニ - ノンクレジット）
サディスティックな性格の持ち主で、公爵の弟。拷問や模擬処刑を好む。
種馬の一人であるグイドと男色関係にある。
最高判事 - ウベルト・パオロ・クィンタヴァレ
大統領よりもサドマゾヒズムを楽しむ口髭を生やしたサディスト。厳格で残酷。
大統領 - アルド・ヴァレッティ（声：マルコ・ベロッキオ - ノンクレジット）
暗くて洒落たユーモアと、自分自身も対象とした虐待を楽しむ。
男色を好み、女性に対しても男色行為を行う。

### 娘たち
最高判事の娘（大統領の妻） - タチアーナ・モジランスキ
屋敷内では常に全裸でいることを強制され、給仕や時には足置きなどに利用された。最後は強姦されて処刑された。
大統領の娘（公爵の妻） - スザンナ・ラダエリ
他の娘たちと同様、全裸で給仕等を担当。最後は衛兵のクラウディオ（紛失または削除されたシーンではブルーノにも）強姦され、絞首刑になった。
公爵の娘（司教の妻） - ジュリアーナ・オルランディ
他の娘たちと同様、全裸で給仕等を担当。紛失または削除されたシーンでは、衛兵および、新たに衛兵の仲間となった犠牲者の少年であるウンベルトによって強姦され、射殺された。
公爵の娘（最高判事の妻） - リアナ・アクアヴィーヴァ
他の娘たちと同様、全裸で給仕等を担当。種馬の一人に強姦され、紛失または削除されたシーンでは電気椅子で処刑された。

### 語り部
ヴァッカーリ夫人 - エレーヌ・シュルジェール（声：ラウラ・ベッティ - ノンクレジット）
「変態地獄」の語り部。活発で礼儀正しい女性。幼いころに性的虐待を受けていたことを楽しく思っており、犠牲者の少女たちに手ほどきも行った。
マッジ夫人 - エルサ・デ・ジョルジ
「糞尿地獄」の語り部。スカトロ趣味で、自堕落で淫蕩な自由のために母親を殺した。
カステッリ夫人 - カテリーナ・ボラット
「血の地獄」の語り部。誇り高く残酷な売春婦。
ピアニスト - ソニア・サビアンジュ
日中は語り部が語っている間、ピアノを演奏している。周囲の恐怖に苦しんでおり、犠牲者たちに助け舟を出す様子も窺える。最後は、これ以上の惨劇を目撃することに耐えられなくなり自殺した。

### 種馬
リナルド・ミサグリア
がっしりとした体格で口髭を生やしている。排外主義的でサディスティック。女性を拷問、強姦、言葉で虐待したり品位を傷つけることを楽しむ。大統領と模擬結婚式を行った。
ジュゼッペ・パトルーノ
種馬の中では穏やかな性格の持ち主。最高判事と模擬結婚式を行った。
グイド・ガレッティ
大司教と男色関係にあった。
エフィシオ・エッツィ
女性を虐待することを好み、公爵の娘リアナを強姦した。公爵と模擬結婚式を行った。

### 衛兵
クラウディオ・トロッコリ
残酷な性格の持ち主で、権力者たちと同じくらい堕落している。映画の冒頭で衛兵として拉致され、縋る母親を暴力で制した。
ファブリツィオ・メニキーニ
物静かな性格の持ち主。映画の冒頭で、友人らと自転車を走らせているところを衛兵として拉致された。
エツィオ・マンニ
黒人のメイドと恋に落ちた物静かな青年。映画の冒頭で衛兵として拉致された。
周囲の恐怖に苦しんでおり、黒人のメイドと一緒のところを発見された際は、社会主義者の敬礼で拳を空に掲げたまま射殺された。

### 使用人
黒人のメイド - イネス・ペレグリーニ
衛兵のエツィオと恋に落ちた少女。権力者たちの許可を得ずに性交を行ったとして、エツィオの後に射殺された。

### 犠牲者の少年
セルジォ・ファセッティ
犠牲者の少女レナータとの結婚を強要された。その後、大統領との結婚も強要され、強姦された。
最後は大司教によって胸部に焼印を押され、紛失または削除されたシーンでは、椅子に座らせられ射殺された。
カルロ・ポロ - ブルーノ・ムッソ
権力者たちに対しても怯えず、歯に衣着せぬ性格の持ち主。掟に従わず勝手に排便したため懲罰簿に名前を記された。
最後は最高判事によって左目をくり抜かれ、紛失または削除されたシーンでは、もう片方の目もくり抜かれた末に殺された。
トニーノ・オルランド - アントニオ・オルランド
地方判事の息子。最後は大統領に性器を焼かれ、紛失または削除されたシーンでは、絞首刑になった。
クラウディオ・チケッティ
懲罰から逃れるために犠牲者の少女であるグラツィエラの写真について大司教に告発するが、処刑された。
フランコ・メルリ
少女と性交ができると騙されて拉致された。美尻品評会で、犠牲者の少年少女の中で最も美しい尻として評価されている（大統領は別の尻を評価した）。
最後は大統領によって舌を切り取られ、紛失または削除されたシーンでは、絞首刑になった。
ウンベルト・ケサーリ
被害者であったが、後に衛兵のエツィオが射殺されたことにより、代わりとして衛兵に抜擢された。懲罰（処刑）対象の発表の場では、犠牲者少年の列には並ばず衛兵として登場。かつては仲間であった犠牲者たちに対して「ホモ野郎」と罵ったり、銃を乱射するジェスチャーをしてみせるなど、権力者として他人を支配する権力に酔い、他のファシストと同じような行動をとり始める。
ランベルト・ゴッヒ - ランベルト・ブック
犬のまねごとをさせられているとき、犬食いを拒絶したことで大統領に鞭打たれた。最後は処刑された。
リノ - ガスパール・ド・ジェンノ
少々マゾヒストな同性愛者で公爵のお気に入り。懲罰対象とならずに処刑を間逃れ、処刑場では全裸に草冠をつけて立たされた。
フェルッチョ・トンナ - マルコ・ルカントーニ
反乱分子の家庭で育つ。犠牲者たちを乗せた輸送車が邸宅に到着する前に脱走を試み、輸送車の護衛をしていたファシスト兵士によって射殺された。

### 犠牲者の少女
ジュリアナ・メリス
ヴァッカーリ夫人によって、男性性器を手で刺激する施しを受ける。紛失または削除されたシーンでは、最後は乳首を引き剥がされ、公爵に強姦されて処刑された。
ファティマ - ファリダー・マリク
公爵と最高判事から主に虐待を受けた。最後は、最高判事によって頭皮を剥がされて処刑された。
グラツィエラ・アニチェート
犠牲者の少女エヴァと親友で、耐え難い生活に泣き言を漏らし励ましてもらっていた。
犠牲者の少年クラウディオの告発で隠し持っていた写真のことが大司教に露呈し、エヴァがアンティニスカとレズビアン関係であることを告発することで処刑を間逃れた。処刑場ではリノの横に白いワンピースを着て立たされた。
レナータ・モア
拉致される際、自分を守るために母親が殺害された信心深い少女。犠牲者の少年セルジオとの結婚を強要され、公爵に強姦された。公爵の糞便を摂取するよう強制された犠牲者でもある。
最後は、大統領に胸部を炙られ、紛失または削除されたシーンでは、絞首刑になった。
ベネデッタ・ゲターニ
美尻品評価会において大統領に賛美された。懲罰対象の発表の場には出席しておらず、名前も読み上げられていないが、紛失または削除されたシーンでは、大司教によって性器に釘を突き刺され処刑された。
エヴァ - オルガ・アンドレス
グラツィエラの親友。アンティニスカとレズビアン関係にあることをグラツィエラに告発され、衛兵のエツィオと黒人メイドが恋人関係にあることを告発した。
紛失または削除されたシーンでは、エツィオが射殺された後に邸宅から脱走を試み、権力者たちに射殺された。
ドリス - ドリット・エンケ
反抗的な美少女。掟に従わず勝手に排便したため懲罰簿に名前を記された。紛失または削除されたシーンでは、大司教によって引き裂かれて処刑された。
アンティニスカ・ネムール
エヴァとレズビアン関係にあった。最後は処刑された。
アンナ・トロッコリ
初日に脱走を試み、喉を切り裂かれて殺された。翌日、集まりの広場に死体を展示された。

## スタッフ
- 監督 - ピエル・パオロ・パゾリーニ
- 製作 - アルベルト・グリマルディ（イタリア語版）
- 原作 - マルキ・ド・サド
- 脚本 - ピエル・パオロ・パゾリーニ、セルジオ・チッティ（イタリア語版）
- 撮影 - トニーノ・デリ・コリ
- 音楽 - エンニオ・モリコーネ
- 衣装デザイン - ダニロ・ドナティ（イタリア語版）
- 音楽演奏 - アルナルド・グラジオッシ（イタリア語版）